# Дабергоц
Дабергоц (нем. Dabergotz) — община в Германии, районный центр, расположен в земле Бранденбург.
Входит в состав района Восточный Пригниц-Руппин. Подчиняется управлению Темниц. Население составляет 590 человек (на 31 декабря 2010 года). Занимает площадь 12,59 км².
| Год             | Население |
| --------------- | --------- |
| 2005            | 614       |
| 2009            | 588       |
| 31 декабря 2009 | 596       |